# Parque Chácara do Jockey
O Parque Chácara do Jockey é um parque municipal situado na zona oeste de São Paulo, no distrito de Vila Sônia. Possui uma área de 143,5 mil m² destinadas a esporte, cultura, lazer e educação. A área, que pertencia ao Jockey Club de São Paulo, foi desapropriada e transformada em parque municipal e está localizado entre as avenidas Prof. Francisco Morato (altura do nº 5257) e Pirajussara (altura do nº 4748).
Inaugurado em 30 de abril de 2016, o parque possui campos de futebol, skatepark, quadra poliesportiva, playground e áreas de convivência, além de possuir 150 luminárias LED. Há uma flora com bosques heterogêneos, áreas ajardinadas e gramados, e uma fauna que conta com 33 espécies registradas, sendo 29 de aves e 4 de borboletas.

## História
O terreno origina de uma propriedade rural conhecida como "Chácara do Ferreira", posteriormente renomeada como "Chácara do Jockey", que foi adquirida pelo Jockey Club de São Paulo em 1946. Inicialmente, era usado para a criação e treinamento de cavalos de corrida, além de servir como posto de monta e abrigo dos animais que disputariam no Hipódromo da Cidade Jardim. Por muitos anos, foi a sede principal do premiado internacionalmente Clube Pequeninos do Jockey, que foi responsável pela sua manutenção e revelou atletas de seleção para o futebol brasileiro e centenas de outros para os clubes paulistas. O espaço também chegou a receber alguns shows, especialmente internacionais, como Radiohead, The Killers, Katy Perry e System of a Down.
Em dezembro de 2014, a Prefeitura publicou o decreto criando o Parque Municipal Chácara do Jockey. A área pertencia ao Jockey Club de São Paulo e foi declarada de utilidade pública para desapropriação pela administração municipal, sem gasto de dinheiro público. O valor da indenização pela desapropriação foi compensado por uma dívida de IPTU, de aproximadamente R$ 133 milhões, do Jockey com a administração municipal.
Em 2018, a prefeitura abriu uma concessão para a administração do parque pela iniciativa privada. Porém, em março de 2019, foi anunciado que nenhuma empresa teria se interessado pela mesma.